# グリン・ジョンズ
グリン・ジョンズ（Glyn Johns、1942年2月15日 - ）は、イギリスの音楽プロデューサー、レコーディング・エンジニア、ミュージシャン。
60年代から70年代前半にかけて、ビートルズやローリング・ストーンズ、レッド・ツェッペリン、ザ・フー、キンクス、スモール・フェイセズ、フェイセズなどイギリスの主だったロック・バンドのレコード制作に携わった。アメリカ合衆国のミュージシャンとも多く仕事を行っている。

## 来歴
サリー州エプソム出身。ローリング・ストーンズやレッド・ツェッペリンのエンジニアとして知られるアンディ・ジョンズは実弟。グリンの息子のイーサン・ジョンズ（1969年生まれ）も父親と同じ道に進み、売れっ子のプロデューサー、エンジニア、ミュージシャンとして活躍している。
1957年、15歳になる頃、トラディショナル・ジャズに目覚める。それからのち、プレジデンツというロック・グループのマネジメントとボーカルをつとめた。
1959年7月、学校を卒業。姉のつてで独立系レコーディング・スタジオのIBCスタジオに就職。1962年、プレジデンツのメンバーからイアン・スチュワートを紹介される。1964年後半に両親がグロスターシャーに引っ越すことになったとき、地元エプソムの家賃週12ギニーの家に目星を付けるが、ひとりではまかえなる額ではなかった。スチュワートと彼の友人の3人で暮らし始め、スチュワートはローリング・ストーンズの機材をすべてその家で保管した。「同居人候補として考えるに値する人物がスチュしかいないことは、初めからわかっていた」とジョンズは自伝で述べており、別の項で、1985年に急逝したスチュワートについて「彼はわたしにとって過去最高の友人であり、それはこの先も変わらないと思う」と記した。
1962年から1965年にかけて、ジョンズは、歌手として5枚のシングルを出した。その中にはビートルズの「アイル・フォロー・ザ・サン」のカバーも含まれていた。
1966年、ローリング・ストーンズの「レディ・ジェーン」のレコーディング・エンジニアを務めた後、「自分の次のシングルにいいのでは」と思ったジョンズは、トニー・ミーハンのプロデュースの下、同曲を吹き込んだ。シタールはブライアン・ジョーンズが弾いた。同年、ジ・エンドというグループを売り込むためにスペインに渡った際に、ジョンズはソノプレイというレコード会社に「レディ・ジェーン」のアセテート盤を渡した。ソノプレイはシングルとして発売。彼の「レディ・ジェーン」はスペインで1位になり、ジョンズはソノプレイが発行する雑誌の表紙にもなった。
1968年12月、ポール・マッカートニーから直接電話を受け、ビートルズのエンジニアの仕事を依頼される。1969年1月2日から始まったトゥイッケナム映画撮影所におけるセッション、1月20日から31日にかけて行われたアップル・コア本社でのセッション、共に彼らのレコーディングに関わった。3月初め、ジョン・レノンとマッカートニーはジョンズをアビイ・ロード・スタジオに呼び、「ゲット・バック・セッション」のテープをアルバム用にまとめる作業を全権委任した（ジョンズの自伝では5月1日とされる）。4月11日、「ザ・ビートルズ・ウィズ・ビリー・プレストン」名義のシングル「ゲット・バック / ドント・レット・ミー・ダウン」が発売。ジョンズは5月28日に計15トラックのアルバム『Get Back』を完成させるが、よく知られるようにこの編集盤は未発表で終わった（『Get Back』は2021年リリース『レット・イット・ビー』スペシャル・エディションのスーパー・デラックス盤に初収録）。
1970年5月、フィル・スペクターがプロデュースしたビートルズの最後のアルバム『レット・イット・ビー』が発売。ジョンズは「スペクターはそこら中にへどをまき散らし、あのアルバムをいまだかつて聴いたことがないほど甘ったるいシロップ漬けの糞みたいな代物に一変させてしまった」とのちに述懐している。
1971年11月、アサイラム・レコードのデヴィッド・ゲフィンからイーグルスのレコード制作を依頼される。ジョンズはゲフィンの名も、レコード会社の名も初耳だったが、ジョニ・ミッチェルとクロスビー、スティルス、ナッシュ&ヤングのマネジメントを手がけているエリオット・ロバーツ（Elliot Roberts）をゲフィンがビジネス・パートナーに引き入れていたことから彼を信用。イーグルスのコンサートを見るためコロラド州デンバーに飛んだ。ジョンズは「追いかける価値なし」と即断し、ロンドンに戻るも、ゲフィンは粘り強く交渉を続けた。ジョンズは「あまりにうるさく言われて、仕方なしに」ロサンゼルスへ向かい、バンドのリハーサルに立ち会うが、このとき聴いた「哀しみの我等」の四声のハーモニーにすっかり心を奪われる。イーグルスとはプロデューサー兼エンジニアとして3枚目の途中まで関わった。
2012年4月14日開催の「ロックの殿堂」でミュージカル・エクセレンスを受賞した。
2014年11月13日、自伝『Sound Man』を著した（邦訳は2016年に出版）。
2016年、エリック・クラプトンのアルバム『アイ・スティル・ドゥ』をプロデュースした。今なお第一線で活動中。

## 主なプロデューサー・エンジニア・ミキサー作品
| 年号   | アーティスト                      | 作品名                                                             | 担当                                 |
| ------ | --------------------------------- | ------------------------------------------------------------------ | ------------------------------------ |
| 1964年 | ジョージィ・フェイム              | Rhythm and Blues at the Flamingo                                   | エンジニア、ミキサー                 |
| 1968年 | トラフィック                      | Traffic                                                            | エンジニア                           |
| 1968年 | スモール・フェイセズ              | Ogdens' Nut Gone Flake                                             | エンジニア                           |
| 1968年 | ローリング・ストーンズ            | ベガーズ・バンケット                                               | エンジニア、ミキサー                 |
| 1968年 | スティーヴ・ミラー・バンド        | 未来の子供達                                                       | プロデューサー、エンジニア、ミキサー |
| 1968年 | プロコル・ハルム                  | 月の光                                                             | エンジニア、ミキサー                 |
| 1968年 | スティーヴ・ミラー・バンド        | Sailor                                                             | プロデューサー、エンジニア、ミキサー |
| 1969年 | レッド・ツェッペリン              | レッド・ツェッペリン I                                             | エンジニア                           |
| 1969年 | ビリー・プレストン                | 神の掟                                                             | エンジニア                           |
| 1969年 | スティーヴ・ミラー・バンド        | Brave New World                                                    | プロデューサー、エンジニア、ミキサー |
| 1969年 | ビートルズ                        | アイ・ウォント・ユー （1969年2月22日のセッション）                 | プロデューサー、エンジニア           |
| 1969年 | ローリング・ストーンズ            | レット・イット・ブリード                                           | エンジニア、ミキサー                 |
| 1970年 | ビートルズ                        | レット・イット・ビー                                               | エンジニア                           |
| 1970年 | ザ・バンド                        | Stage Fright                                                       | ミキサー                             |
| 1970年 | ジョー・コッカー                  | マッド・ドッグス&イングリッシュメン                                | ミキサー                             |
| 1970年 | ハンブル・パイ                    | 大地と海の歌                                                       | プロデューサー、エンジニア、ミキサー |
| 1970年 | ローリング・ストーンズ            | ゲット・ヤー・ヤ・ヤズ・アウト                                     | プロデューサー、エンジニア、ミキサー |
| 1970年 | デラニー&ボニー                   | オン・ツアー・ウィズ・エリック・クラプトン                         | エンジニア                           |
| 1970年 | レオン・ラッセル                  | レオン・ラッセル                                                   | エンジニア、ミキサー                 |
| 1971年 | ローリング・ストーンズ            | スティッキー・フィンガーズ                                         | エンジニア、ミキサー                 |
| 1971年 | ザ・フー                          | フーズ・ネクスト                                                   | プロデューサー、エンジニア、ミキサー |
| 1971年 | フェイセズ                        | 馬の耳に念仏                                                       | プロデューサー、エンジニア、ミキサー |
| 1971年 | リタ・クーリッジ                  | Nice Feelin'                                                       | エンジニア                           |
| 1972年 | ローリング・ストーンズ            | メイン・ストリートのならず者                                       | エンジニア、ミキサー                 |
| 1972年 | イーグルス                        | イーグルス・ファースト                                             | プロデューサー、エンジニア、ミキサー |
| 1972年 | ロッド・スチュワート              | トゥルー・ブルー （『ネヴァー・ア・ダル・モーメント』収録）        | エンジニア                           |
| 1972年 | ニール・ヤング                    | 男は女が必要 世界がある （『ハーヴェスト』収録）                   | エンジニア                           |
| 1973年 | ポール・マッカートニー&ウイングス | レッド・ローズ・スピードウェイ                                     | エンジニア                           |
| 1973年 | フェイセズ                        | ウー・ラ・ラ                                                       | プロデューサー、エンジニア、ミキサー |
| 1973年 | エリック・クラプトン              | Eric Clapton's Rainbow Concert                                     | エンジニア                           |
| 1973年 | イーグルス                        | ならず者                                                           | プロデューサー、エンジニア、ミキサー |
| 1974年 | イーグルス                        | 恋人みたいに泣かないで 我が愛の至上 （『オン・ザ・ボーダー』収録） | プロデューサー、エンジニア           |
| 1975年 | フェアポート・コンヴェンション    | ライジング・フォー・ザ・ムーン                                     | プロデューサー、エンジニア、ミキサー |
| 1977年 | エリック・クラプトン              | スローハンド                                                       | プロデューサー、エンジニア、ミキサー |
| 1984年 | ボブ・ディラン                    | リアル・ライブ                                                     | プロデューサー、エンジニア、ミキサー |
| 1994年 | クロスビー、スティルス&ナッシュ   | アフター・ザ・ストーム                                             | プロデューサー、エンジニア、ミキサー |
| 1995年 | ジョー・サトリアーニ              | ジョー・サトリアーニ                                               | プロデューサー、ミキサー             |
| 2011年 | ライアン・アダムス                | Ashes & Fire                                                       | プロデューサー、エンジニア、ミキサー |
| 2012年 | バンド・オブ・ホーセズ            | Mirage Rock                                                        | プロデューサー、エンジニア、ミキサー |
| 2016年 | エリック・クラプトン              | アイ・スティル・ドゥ                                               | プロデューサー、エンジニア           |